# It Isn't Being Done This Season
It Isn't Being Done This Season er en amerikansk stumfilm fra 1921 af George L. Sargent.

## Medvirkende
- Corinne Griffith som Marcia Ventnor
- Sally Crute som Isabelle Ventnor
- Webster Campbell som Oliver Lawton
- John Charles som Afeif Bey
- Charles Wellesley som George Hunt